# Hegemoni
Hegemoni (grekiska: ἡγεμονία hegemonia, ledarskap) är den ledande ställning som en person, en organisation eller ett land kan ha, utan att ha fullständig makt.

## Kulturell hegemoni
Begreppet hegemoni är också ett begrepp inom samhällsteori, som myntades under 1920- och 1930-talen av den italienske marxisten Antonio Gramsci. Han menar att kapitalismen bygger på att ett dominerande skikt i samhället behåller sin ställning genom att de som domineras accepterar rådande ordning. Ur de härskandes hegemoni kommer och överförs värderingar till de dominerade, vilka i sin tur tolkar, och accepterar, dessa värderingar som sunt förnuft. Antonio Gramscis hegemonibegrepp handlar således om dominans över kulturen, snarare än över ekonomin och politiken. Dominansen råder även över attityder och förhållningssätt, och bestämmer på så sätt normerna i samhället.

## Hegemoni under antiken i Grekland
Den makt som hegemoni gav, varierade efter lokala fördragsbestämmelser. Frågor om politik utåt beslöts av förbundsrådet, där alla hade lika rösträtt under den ledande statens ledning. Denna bestämde också i krigstid hur mycket varje enskild stat skulle bidra med i pengar, manskap och skepp, och hade dessutom privilegiet att anföra den sålunda uppbyggda förbundshären.
Sparta tillägnade sig tidigt en sådan hegemoni över staterna på Peloponnesos, vilken sedan under de persiska krigen (500 f. Kr.) utökades till att innefatta hela Grekland. Denna maktställning ifrågasattes av Aten, som – med sin stora flotta – tog en ledande roll i ett uppror som bringade många stater över på den atenska sidan. Först efter det peloponnesiska kriget, (431-404 f. Kr.) lyckades Sparta – för en tid – återvinna sitt starka inflytande. 
Thebe eftersträvade länge hegemoni över Boiotien, men lyckades endast för en kort tid (371–362 f. Kr.). Även det makedoniska väldet i Grekland efter slaget vid Chaironeia (338 f. Kr.) hade till en början formen av en hegemoni.